# Konvent 20 (Quedlinburg)

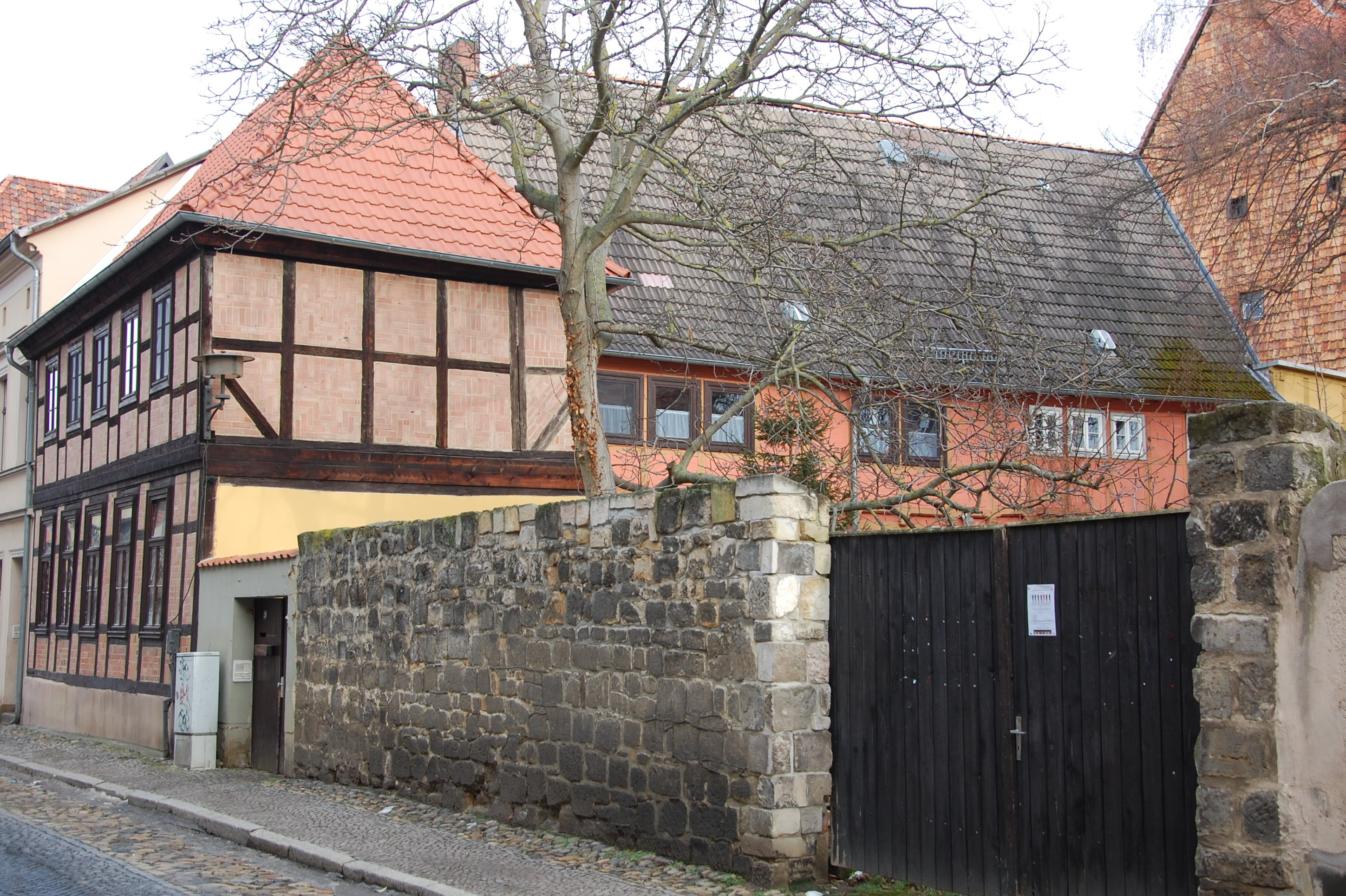
Konvent 20, denkmalgeschützter Seitenflügel rechts im Bild

Das Haus Konvent 20 ist ein denkmalgeschütztes Gebäude in der Stadt Quedlinburg in Sachsen-Anhalt.

## Lage
Es befindet sich in der historischen Quedlinburger Neustadt auf der Ostseite der Straße Konvent und ist im Quedlinburger Denkmalverzeichnis als Wohnhaus eingetragen.

## Architektur und Geschichte
Denkmalgeschützt ist heute nur noch ein östlicher Seitenflügel des Gebäudes, nachdem in der Zeit um 1980 das straßenseitige Gebäude umgestaltet worden war. Der in Fachwerkbauweise errichtete Seitenflügel stammt aus der Zeit um 1450. Im Giebel des Gebäudes fand sich ein wiederverwandtes sehr altes Kantholz, das mittels einer dendrochronologischen Untersuchung datiert werden konnte. Danach wurde das Holz im Winter 1232/33 gefällt und wohl im darauffolgenden Jahr behauen und als Ständer in einem Fachwerkgebäude verbaut. Der Bau erfolgte in einer Mischbauweise aus Stockwerksbau und Geschossbauweise. Diese Bauform findet sich in Quedlinburg sonst nur noch in den Häusern Neustädter Kirchhof 7 und Marktkirchhof 5, sowie ehemals im nicht erhaltenen Gebäude Schmale Straße 53.
Im Inneren des Hauses besteht eine Bohlenstube.